# 망산
망산(邙山)은 중국 허난성 서쪽 부근에 위치한 산이다.